# Магашлы-Алмантаево
Магашлы-Алмантаево (баш. Мағашлы-Алмантай) — деревня в Балтачевском районе Башкортостана, относится к Нижнесикиязовскому сельсовету.

## Географическое положение
Расстояние до:
- районного центра (Старобалтачево): 15 км,
- центра сельсовета (Нижнесикиязово): 7 км,
- ближайшей ж/д станции (Куеда): 49 км.

## Население
| 2002 | 2009 | 2010 |
| ---- | ---- | ---- |
| 293  | ↗302 | ↘248 |

Согласно переписи 2002 года, преобладающая национальность — марийцы (70 %).